# Ramsbottom United FC
Ramsbottom United FC (celým názvem: Ramsbottom United Football Club) je anglický fotbalový klub, který sídlí ve městě Ramsbottom v metropolitním hrabství Greater Manchester. Založen byl v roce 1966. Od sezóny 2018/19 hraje v Northern Premier League Division One West (8. nejvyšší soutěž). Klubové barvy jsou modrá a bílá.
Své domácí zápasy odehrává na Harry Williams Riverside Stadium s kapacitou 2 000 diváků.

## Úspěchy v domácích pohárech
Zdroj: 
- FA Cup
  - 3. předkolo: 1998/99
- FA Trophy
  - 1. kolo: 2014/15
- FA Vase
  - 3. kolo: 2003/04

## Umístění v jednotlivých sezonách
Stručný přehled
Zdroj: 
- 1989–1991: Manchester League (Division One)
- 1991–1995: Manchester League (Premier Division)
- 1995–1997: North West Counties League (Division Two)
- 1997–2008: North West Counties League (Division One)
- 2008–2012: North West Counties League (Premier Division)
- 2012–2014: Northern Premier League (Division One North)
- 2014–2016: Northern Premier League (Premier Division)
- 2016–2018: Northern Premier League (Division One North)
- 2018– : Northern Premier League (Division One West)

Jednotlivé ročníky
Zdroj: 
Legenda: Z - zápasy, V - výhry, R - remízy, P - porážky, VG - vstřelené góly, OG - obdržené góly, +/- - rozdíl skóre, B - body, červené podbarvení - sestup, zelené podbarvení - postup, fialové podbarvení - reorganizace, změna skupiny či soutěže
| Sezóny  | Liga                                          | Úroveň | Z  | V  | R  | P  | VG  | OG  | +/- | B  | Pozice |
| ------- | --------------------------------------------- | ------ | -- | -- | -- | -- | --- | --- | --- | -- | ------ |
| 2009/10 | North West Counties League (Premier Division) | 9      | 42 | 24 | 9  | 9  | 92  | 69  | +23 | 81 | 4.     |
| 2010/11 | North West Counties League (Premier Division) | 9      | 42 | 29 | 4  | 9  | 101 | 45  | +56 | 91 | 2.     |
| 2011/12 | North West Counties League (Premier Division) | 9      | 42 | 31 | 3  | 8  | 108 | 43  | +65 | 96 | 1.     |
| 2012/13 | Northern Premier League(Division One North)   | 8      | 42 | 24 | 7  | 11 | 97  | 49  | +48 | 79 | 6.     |
| 2013/14 | Northern Premier League(Division One North)   | 8      | 42 | 25 | 8  | 9  | 112 | 57  | +55 | 80 | 5.     |
| 2014/15 | Northern Premier League (Premier Division)    | 7      | 46 | 15 | 8  | 23 | 66  | 80  | -14 | 53 | 17.    |
| 2015/16 | Northern Premier League (Premier Division)    | 7      | 46 | 5  | 11 | 30 | 43  | 112 | -69 | 26 | 24.    |
| 2016/17 | Northern Premier League (Division One North)  | 8      | 42 | 16 | 9  | 17 | 64  | 81  | -17 | 53 | 14.    |
| 2017/18 | Northern Premier League (Division One North)  | 8      | 42 | 14 | 6  | 22 | 61  | 70  | -9  | 48 | 14.    |
| 2018/19 | Northern Premier League (Division One West)   | 8      | 38 |    |    |    |     |     |     |    |        |

Poznámky
- 2016/17: Klubu byly svazem odebrány čtyři body za porušení stanov soutěže.[2]